# Nectaropota setigera
Nectaropota setigera är en tvåvingeart som beskrevs av Philippi 1865. Nectaropota setigera ingår i släktet Nectaropota och familjen svävflugor. Inga underarter finns listade i Catalogue of Life.